# Jörn-Peter Leppien
Jörn-Peter Leppien (* 2. August 1943 in Sankt Annen, Dithmarschen; † 10. Februar 2020) war ein deutscher Historiker, Politologe und Publizist.

## Leben
Leppien wuchs in Pinneberg und Ulsnis auf und legte 1964 sein Abitur an der Schleswiger Domschule ab. Er studierte Geschichte, Philosophie und Politische Wissenschaft in Kiel und wurde wissenschaftlicher Assistent am Lehrstuhl für Schleswig-Holsteinische Landesgeschichte bei Alexander Scharff. Anschließend ging Leppien als Studienrat in den Schuldienst an die Flensburger Auguste-Viktoria-Schule, parallel legte er 1979 seine Promotion ab. Von 1981 bis 2017 war er leitender Redakteur der vierteljährlich erscheinenden Zeitschrift Grenzfriedenshefte. Mit besonderem Engagement widmete er sich der Einrichtung einer Gedenkstätte am Standort des Konzentrationslagers Ladelund, ein Projekt das aus einem Schülerprojekt an der Auguste-Viktoria-Schule aus den Jahren 1982 bis 1984 hervorgegangen war.
Für seine Verdienste in der Erforschung und Vermittlung regionaler Zeitgeschichte wurde er 2004 mit dem Bundesverdienstkreuz am Bande ausgezeichnet.

## Publikationen
- Vergessener Vorkämpfer gegen Nationalismus – Rufer in der Wüste – Zum 125. Geburtstag von Theodor Brix aus Angeln, in: Kieler Nachrichten, Nr. 88 vom 16. April 1969, S. 8.
- Theodor Brix – ein Kritiker der preußischen Nordschleswig-Politik (1888–1905). In: Zeitschrift der Gesellschaft für Schleswig-Holsteinische Geschichte. Bd. 95 (1970), S. 159–194 (Digitalisat).
- Aage Friis und das dänisch-deutsche Verhältnis. In: Grenzfriedenshefte (1970), Heft 2/3, S. 95–103 (Digitalisat).
- Brix, Theodor. In: Schleswig-Holsteinisches Biographisches Lexikon. Band 2. Karl Wachholtz Verlag, Neumünster 1971, ISBN 3-529-02642-5, S. 81–83.
- Brix, Jürgen. In: Schleswig-Holsteinisches Biographisches Lexikon. Band 2. Karl Wachholtz Verlag, Neumünster 1971, ISBN 3-529-02642-5, S. 80f.
- Sozialdemokratie und Nordschleswig-Frage 1912 bis 1924. In: Zeitschrift der Gesellschaft für Schleswig-Holsteinische Geschichte. Bd. 96 (1971), S. 341–356 (Digitalisat).
- Schleswig-holsteinische Geschichte seit 1866 (I). In: Grenzfriedenshefte (1972), Heft 4, S. 181–191 (Digitalisat).
- Schleswig-holsteinische Geschichte seit 1866 (II). Eine kritische Bestandsaufnahme „traditioneller“ Geschichtsauffassungen am Beispiel Wilhelm Klüver. In: Grenzfriedenshefte (1973), Heft 1, S. 26–38 (Digitalisat).
- Der Sturm auf die Düppeler Schanzen vor 110 Jahren. In: Grenzfriedenshefte (1974), Heft 3, S. 109–111 (Digitalisat).
- mit Manfred Jessen-Klingenberg und Hans F. Rothert: Das Problem Idstedt. Alexander Scharff zum 75. Geburtstag. In: Grenzfriedenshefte (1979), Heft 3, S. 120–132 (Digitalisat).
- Tradition und Zukunft — Zum Beispiel: Martin Rade. In: Grenzfriedenshefte (1981), Heft 3, S. 103–110 (Digitalisat).
- Martin Rade und die deutsch-dänischen Beziehungen 1909–1929 (= Beiträge zur historischen Friedensforschung und zur Problematik des Nationalismus), Wachholtz, Neumünster 1981, ISBN 3-529-02177-6.
- Das waren keine Menschen mehr…  Aus der Chronik der Kirchengemeinde. Pastor Johannes Meyer über das Konzentrationslager Ladelund 1944. In:  Grenzfriedenshefte (1983), Heft 3, S. 120–158 (Digitalisat).
- Das KZ Ladelund 1944. Zur Konzeption einer Ausstellung. In: Grenzfriedenshefte (1984), Heft 2, S. 93–101 (Digitalisat).
- Dänische Mädchen an einer deutschen Töchterschule. Aus der 100jährigen Geschichte der Auguste-Viktoria-Schule Flensburg. In: Grenzfriedenshefte (1986), Heft 2, S. 72–83 (Digitalisat).
- mit Marianne Risch: Geschichte lernen im Museum. Möglichkeiten des Unterrichts in einer Gemäldeausstellung. In: Grenzfriedenshefte (1987), Heft 2, S. 106–118 (Digitalisat).
- Düppel 1864. Bemerkungen zum Thema: Krieg und Frieden in der geschichtlichen Bildung. In: Grenzfriedenshefte (1989), Heft 1, S. 15–21 (Digitalisat).
- mit Annemarie Leppien: Mädel-Landjahr in Schleswig-Holstein. Einblicke in ein Kapitel nationalsozialistischer Mädchenerziehung 1936–1940, Wachholtz, Neumünster 1989, ISBN 3-529-02693-X.
- „Grenzen trennen nicht nur, sie verbinden!“. Zum 50. Todestag von Martin Rade am 9. April 1990. In: Grenzfriedenshefte (1990), Heft 1, S. 48–60 (Digitalisat).
- Friedliche Grenzbegehung. In: Grenzfriedenshefte (1990), Heft 2, S. 84–87 (Digitalisat).
- Ladelund – Stätte historisch-politischer Bildung. In: Grenzfriedenshefte (1990), Heft 4, S. 205–210 (Digitalisat).
- Debatte um ein Denkmal. Die Grenzfriedenshefte und der Idstedt-Löwe. In: Grenzfriedenshefte (1992), Heft 1, S. 3–6 (Digitalisat).
- Denkmäler und Gedenkstätten in Schleswig-Holstein Sieben Thesen zur Vermittlung von Regional- und Zeitgeschichte. In: Grenzfriedenshefte (1992), Heft 3, S. 111–117 (Digitalisat).
- „Die schweigende Mehrheit in Aktion“. Demonstration Flensburger Schulen für die Wahrung der Menschenrechte. In: Grenzfriedenshefte (1992), Heft 4, S. 142–146 (Digitalisat).
- „Operation lion“: Henrik V. Ringstedt und der Idstedt-Löwe 1945. In: Grenzfriedenshefte (1995), Heft 2, S. 64–93 (Digitalisat).
- Die Grenzfriedenshefte mit neuem Gesicht. In: Grenzfriedenshefte (1998), Heft 1, S. 3f. (Digitalisat).
- „Mahnmal als Vorbild“. Einweihung eines Denkzeichens zur Erinnerung an die Deportationen aus dem Lager Frøslev 1944/45 – ein Pressebericht. In: Grenzfriedenshefte (1998), Heft 4, S. 192–200 (Digitalisat).
- Hrsg. mit Reimer Hansen: Manfred Jessen-Klingenberg: Standpunkte zur neueren Geschichte Schleswig-Holsteins. Schleswig-Holsteinischer Geschichtsverlag, Malente 1998, ISBN 3-933862-25-4 (= Veröffentlichungen des Beirats für Geschichte / Gesellschaft für Politik und Bildung Schleswig-Holstein e. V., Bd. 20).
- Die „Jahrhundert-Story“ – Anmerkungen zu einer außergewöhnlichen landesgeschichtlichen Trilogie. In: Grenzfriedenshefte (1999), Heft 4, S. 168–173 (Digitalisat).
- 50 Jahre Grenzfriedensbund – das Jubiläumsheft. In: Grenzfriedenshefte (2000), Heft 1, S. 3–6 (Digitalisat).
- mit Karl-Hermann Rathje: „Erinnerung braucht Orte“ – Das Mahnmal am Grenzübergang Harrislee/Padborg. In: Grenzfriedenshefte (2001), Heft 1, S. 55–63 (Digitalisat).
- mit Manfred Jessen-Klingenberg: Die Schlacht bei Idstedt 1850. Zum Wandel des nationalen Geschichtsbewusstseins in Schleswig-Holstein seit dem Ausgang der siebziger Jahre des 20. Jahrhunderts. In: Grenzfriedenshefte (2001), Heft 3, S. 120–154 (Digitalisat).
- 50 Jahre Grenzfriedenshefte. In: Grenzfriedenshefte (2003), Heft 1, S. 3–7 (Digitalisat).
- mit Gerret Liebing Schlaber: Zum Streit um die SSW-Mandate im schieswig-holsteinischen Landtag. In: Grenzfriedenshefte (2005), Heft 2, S. 84–88 (Digitalisat).
- Das „Zünglein an der Waage“. Interview mit der Landtagsabgeordneten Anke Spoorendonk (SSW). In: Grenzfriedenshefte (2006), Heft 3, S. 195–210 (Digitalisat).
- Erinnern für Gegenwart und Zukunft. Die historische Dokumentation in der KZ-Gedenk- und Begegnungsstätte Ladelund, in: Grenzfriedenshefte, Jg. 53, 2006, Heft 4, S. 277–294 (online).
- 100 Jahre „Flensburger Heimatlied“. Ida Marquardsen – Lehrerin und Gelegenheitsdichterin. In: Jahrbuch 2008/2009. Auguste-Viktoria-Schule Flensburg, S. 111–117.
- mit Gerret Liebing Schlaber: Ein neues Dänisches Gymnasium für Südschleswig. Interview mit dem Rektor der a.P. Møller Skolen Jørgen Kühl. In: Grenzfriedenshefte (2008), Heft 4, S. 401–414 (Digitalisat).
- Der Idstedt-Löwe – ein Denkmal mit vielen Gesichtern. In: Grenzfriedenshefte, Jg. 57, 2010, Heft 2, S. 127–150 (online).
- Sklavenarbeit für den „Endkampf“. Die „Grenzstellung“ 1944/45 und das KZ Ladelund. In: Grenzfriedenshefte, Jg. 57, 2010, Heft 3, S. 203–236 (online).
- Kommunalpolitik im deutsch-dänischen Umfeld. Ein Interview mit dem bisherigen Flensburger Oberbürgermeister Klaus Tscheuschner. In: Grenzfriedenshefte (2011), Heft 1, S. 41–52 (Digitalisat).
- „Helden? Verbrecher? Opfer?“. Der Nordschleswiger über die neue Dauerausstellung zur Geschichte des Faarhus-Lagers. In: Grenzfriedenshefte (2013), Heft 2, S. 109–120 (Digitalisat).
- „Der Preis ist Ströme Blutes wert“. Bemerkungen zu den Bestsellern von Tom Buk-Swienty über den Krieg 1864. In: Grenzfriedenshefte (2013), Heft 4, S. 237–254 (Digitalisat).
- Von der Nummer zum Namen. Die KZ-Toten in Ladelund 1944. In: Grenzfriedenshefte, Jg. 61, 2014, Heft 2, S. 35–70 (online).